# And Winter Came...
And Winter Came... er det syvende studiealbum fra den irske musiker Enya. Albummet blev annonceret af Enya via hendes officielle hjemmeside d. 12. september 2008 og blev udgivet 7. november 2008. Sangene på albummet har hovedsageligt vinter eller juletema. Siden udgivelsen har albummet solgt mere end 3 millioner eksemplarer.

## Spor
| #   | Titel                          | Længde |
| --- | ------------------------------ | ------ |
| 1.  | "And Winter Came..."           | 3:15   |
| 2.  | "Journey of the Angels"        | 4:47   |
| 3.  | "White Is in the Winter Night" | 3:00   |
| 4.  | "O Come, O Come, Emmanuel"     | 3:40   |
| 5.  | "Trains and Winter Rains"      | 3:44   |
| 6.  | "Dreams Are More Precious"     | 4:25   |
| 7.  | "Last Time by Moonlight"       | 3:57   |
| 8.  | "One Toy Soldier"              | 3:54   |
| 9.  | "Stars and Midnight Blue"      | 3:08   |
| 10. | "The Spirit of Christmas Past" | 4:18   |
| 11. | "My! My! Time Flies!"          | 3:02   |
| 12. | "Oíche Chiúin" (Chorale)       |        |